# Polygala pottebergensis
Polygala pottebergensis är en jungfrulinsväxtart som beskrevs av Margaret Rutherford Bryan Levyns. Polygala pottebergensis ingår i släktet jungfrulinssläktet, och familjen jungfrulinsväxter. Inga underarter finns listade i Catalogue of Life.